# Vetements
Vetements és una marca francesa de roba, accessoris de moda i calçat fundada per Demna Gvasalia l'any 2013.
Neix com un projecte col·lectiu de 15 persones a París el 2013, liderat per Demna i Guram Gvasalia, on tots els membres tenien veu i participaven d'una o d'una altra manera. Es va popularitzar al 2015 quan un dels seus responsables va ser escollit com el nou director creatiu de Balenciaga en substitució d'Alexander Wang. La marca, de fet, es caractertitza per la seva forma de treballar de codisseny ja que, per exemple, a la col·lecció primavera-estiu 2017 van col·laborar amb 18 marques, entre elles: Levi's i Reebok."Ja sigui a l'elecció de les botigues, el concepte de disseny, l'elecció dels colors, tots hi tenen veu" va dir Demna Gvasalia a la revista Purple.
El col·lectiu de dissenyadors que hi participa són anònims i provenen de diferents universitats prestigioses de disseny d'Europa i tenen experiència laboral prèvia en llocs com Maison Margiela, Louis Vuitton, Balenciaga o Céline.
A nivell de disseny es caracteritza per una estética post-soviética, desconstrucció de prendes i jocs de formes i proporcions. S'associa amb el 'grunge', una estética desenfadada, oversize, rebel, amb volums. Es considera que les seves peces mostren la part menys refinada de Paris. Poc després de la seva creació la marca ja guayava premis de joves dissenyadors i cridava l'atenció dels especialistes.

## Concepte de disseny
El concepte que envolta la marca és el que el propi nom indica: la roba. "Sempre volem treballar amb prendes existents, les coses que ens agraden: pantalons denim, abrics de doble botonadura, vestits de nit clàssics" va dir Demna Gvasalia a Vogue en 2015. De fet, una les primeres peces més icòniques de Vetements van ser uns pantalons denim retallats, amb irregularitats al rentat i als acabats, que van ser denominats 'pantalons Frankenstein', els quals van ser una icona del streetwear i es van arribar a vendre per 1.450 dólars. També va passar amb una dessuadora negra de grans dimensions que tenia el logo de la marca al davant a l'estil del logo de Metallica, desde llavors la marca ha continuat fent aquestes dessuadores amb altres referéncies de disseny com per exemple les 'Justin 4ever' en relación amb Justin Bieber o les de Titanic.

## Fets d'importància
Al 2016, la marca va decidir donar un gir al calendari de la moda anunciant que les presentaciones de les seves desfilades serien de manera conjunta amb dona i home durant les setmanes de la alta costura de Paris al gener i al juliol.
Vetements va impactar a la indústria de la moda desconfigurant coses com el genére, el luxe, el calendari de la moda i el bon gust. Ha donat un altre punt de vista a cadascun d'aquests temes i fins i tot ha aconseguit el reconeixement, ja quan algú els posa en dubte s'assoleix el adjectiu: 'Això és molt Vetements'.
En septembre del 2019, Demna va decidir abandonar la marca i el seu germà i cofundador va declarar les següents paraules: "Vetements sempre ha estat un col·lectiu de ments creatives. Seguirem portant els límits encara més lluny, respectant els codis i els autèntics valors de la marca i seguirem donant suport a la creativitat i al talent genuí".